# 松岡美里
松岡 美里（まつおか みさと、2001年3月23日 - ）は、日本の女性声優。兵庫県出身。アイムエンタープライズ所属。

## 来歴
日本ナレーション演技研究所出身。在籍時、クラスの顔合わせの際に「私はお芝居が彼氏みたいなものなので、私からお芝居を取らないでください!」と自己紹介で語った。2017年度よりアイムエンタープライズ所属。
2020年、『映像研には手を出すな!』の水崎ツバメ役でテレビアニメ初出演。
2023年、関根瞳とロックボーカルユニット「EverdreaM」（エバードリーム）を結成。
2025年、『キミとアイドルプリキュア♪』の主人公である咲良うた / キュアアイドル役でテレビアニメ初主演を演じる。

## 人物
方言は関西弁。
兄、本人、弟、妹の4人兄弟。
学生時代には演劇部と放送委員会に所属。
趣味には映画鑑賞、特技には歌唱と長座体前屈をそれぞれ挙げている。また、スーパーボールすくいも得意で、ポイを破らず最高135個すくったことがあるという。資格は話しことば検定3級。
座右の銘は「当たって砕けろ」。
一番色っぽい単語は「お尻」と思っている。
小学生の頃、アニメでよく出る魔法に憧れて、「どうやったら魔法が出るようになるかな? アニメの中に入れば良いんだ!」と考え声優を目指した。
声優を目指すに当たって影響を受けた作品は『FAIRY TAIL』。
『ONE PIECE』とVOCALOIDが好き。また、臭いこってりラーメンも好きで、落ち込む時は臭いラーメンを食べて記憶を塗り替える。
バレエと新体操経験者であり、今でもY字バランスができる。
学生時代は怪我も病気もせず「意地でも学校行ってやる」と皆勤賞を取った。皆勤賞を取った一方で15回遅刻した。
赤ちゃんが大好きで、赤ん坊だった妹の産毛をずっと吸っていた。また、自分の幼少期も好きで、自分、妹と弟の幼少期の写真を100枚ほどスマホに保存している。
表情筋に自信があり、ナマズの顔のモノマネができる。

## 出演
太字はメインキャラクター。

### テレビアニメ
2020年
- 映像研には手を出すな!（水崎ツバメ）
- GRANBLUE FANTASY The Animation Season 2（エルーン子供）
- とある科学の超電磁砲T（女子生徒）
- ド級編隊エグゼロス（少年）
- 恋とプロデューサー〜EVOL×LOVE〜（子供）
- ミュークルドリーミー（2020年 - 2021年、妖精B、男の子） - 2シリーズ
- A3!（観客）

2021年
- Dr.STONE（村の子供）
- キングスレイド 意志を継ぐものたち（子供1）
- スケートリーディング☆スターズ（ミリオンファン）
- Vivy -Fluorite Eye's Song-（男の子、男の子1）
- イジらないで、長瀞さん（生徒2）
- フルーツバスケット（卒業生）
- SSSS.DYNAZENON（子供γ） - 2023年に劇場総集編公開
- 死神坊ちゃんと黒メイド（2021年 - 2023年、迷子、幼いザイン、リュカ） - 2シリーズ
- RE-MAIN（生徒C）
- NIGHT HEAD 2041（一般人女性A）
- うらみちお兄さん（子供）
- 先輩がうざい後輩の話（店内放送）
- ブルーピリオド（大葉豊）
- 無職転生 〜異世界行ったら本気だす〜（子供A）
- 大正オトメ御伽話（敏夫、看護師）
- 舞妓さんちのまかないさん（2021年 - 2022年、舞妓）
- 最果てのパラディン（少年）

2022年
- 明日ちゃんのセーラー服（テレビの音声）
- キャップ革命 ボトルマンDX（2022年 - 2023年、男子生徒、子供、女性ファン2、女性記者、AI 他）
- ヒーラー・ガール（子供達、生徒達）
- ラブライブ!虹ヶ咲学園スクールアイドル同好会
- 可愛いだけじゃない式守さん（猫崎享）
- ダンス・ダンス・ダンスール（黒島の友人、幼児クラスの生徒、女児C）
- まちカドまぞく 2丁目（館内放送）
- 勇者、辞めます（ジェリエッタ）
- であいもん（野井）
- 異世界おじさん（弟）
- 恋愛フロップス（男の子）
- 後宮の烏（少年宦官A）
- VAZZROCK THE ANIMATION（少年期の玲司）
- うる星やつら (2022)（2022年 - 2023年、女子）
- 悪役令嬢なのでラスボスを飼ってみました（シュガー）

2023年
- 陰の実力者になりたくて!（店員、女子生徒、生徒）
- 「艦これ」いつかあの海で（屋代、South Dakota）
- ノケモノたちの夜（ルーサー〈幼少期〉）
- あやかしトライアングル（宗牙〈少年時代〉）
- 吸血鬼すぐ死ぬ2（子供半田）
- 天国大魔境（アンズ、トトリ）
- Opus.COLORs（幼い純）
- 六道の悪女たち（つばき）
- くまクマ熊ベアーぱーんち!（マリクス）
- 絆のアリル（生徒）
- 鬼滅の刃 刀鍛冶の里編（不死川就也）
- 王様ランキング 勇気の宝箱（子供）
- カードファイト!! ヴァンガード will+Dress（デイブレイクメンバー）
- ダークギャザリング（女子生徒）
- 柚木さんちの四兄弟。（霧島宇多）
- 暴食のベルセルク（マイン）

2024年
- わんだふるぷりきゅあ!（2024年 - 2025年、キラリンウサギ、鳥枝、飼い主、ニコサル、キュアアイドル 他）
- ふしぎ駄菓子屋 銭天堂（早乙女美歌）
- ゆびさきと恋々（女子）
- 烏は主を選ばない（子どもの長束）
- Re:Monster（アルエ）
- ガールズバンドクライ（ナナ）
- 花野井くんと恋の病（小学生の八尾）
- 杖と剣のウィストリア（シオン・アルスター〈幼少期〉）
- 科学×冒険サバイバル!（ドンギョン）
- ぷにるはかわいいスライム（河合井コタロー〈幼少期〉）
- さようなら竜生、こんにちは人生（レティシャ）
- 妻、小学生になる。（美幸）
- ドラえもん（テレビ朝日版第2期）（きれいな歌声）

2025年
- キミとアイドルプリキュア♪（咲良うた / キュアアイドル）
- 全修。（子供たち）
- 戦隊レッド 異世界で冒険者になる（進藤清弘〈少年〉）
- ばっどがーる（涼風涼）
- うたごえはミルフィーユ（近衛玲音）
- その着せ替え人形は恋をする Season 2（西蓮寺悠のコスプレイヤー）
- SANDA（風尾二胡）

### 劇場アニメ
- 機動戦士ガンダム 閃光のハサウェイ（2021年、ミヘッシャ・ヘンス[36]）
- 犬王（2022年、業子[37]）
- ONE PIECE FILM RED（2022年）
- アリスとテレスのまぼろし工場（2023年、クラスメイトA）
- コードギアス 奪還のロゼ（2024年、店員）
- 映画 キミとアイドルプリキュア♪  お待たせ!キミに届けるキラッキライブ!（2025年、咲良うた / キュアアイドル[38]）

### Webアニメ
- 日本沈没2020（2020年、女性スタッフB）
- 極主夫道（2021年、子どもA）
- 月曜日のたわわ2（2021年、野球部〈幼少期〉、同僚、歓声、ランジェリーショップ店員、結婚式の参列者）
- 風都探偵（2022年、女子）
- うまゆる（2022年 - 2023年、タニノギムレット[39]）
- 終末のワルキューレII（2023年、ドゥルガー、太朗吉）
- スコット・ピルグリム テイクス・オフ （2023年)
- ラッキーなサファリでおにごっこ!?（2024年、むしとりしょうねん[40]）

### ゲーム
2020年
- モンスターストライク（2020年 - 2023年、仙石秀久、シュブ＝ニグラス）
- 艦隊これくしょん -艦これ-（2020年 - 2022年、屋代、South Dakota、Maryland、山汐丸）
- SHOW BY ROCK!! Fes A Live（しまっく）

2021年
- うたわれるもの ロストフラグ（ディコトマ）

2022年
- 怪物彈珠（仙石秀久）
- ブラウンダスト（リタ）
- ウマ娘 プリティーダービー（2022年 - 2024年、タニノギムレット）
- Echocalypse -緋紅の神約-（キキ）
- クイズRPG 魔法使いと黒猫のウィズ（パイモン）

2023年
- ブルーアーカイブ -Blue Archive-（2023年 - 2024年、尾刃カンナ）

2024年
- ユニコーンオーバーロード（モニカ）
- Stellar Blade（リリー）
- ガーディアンテイルズ（レナ）
- メタファー：リファンタジオ

### デジタルコミック
- 地獄のカンダタ（2022年、新太郎[54]）
- エクソシストのキヨシ君（2022年、病魔田の妻[55]）
- 悪役令嬢の追放後! 教会改革ごはんで悠々シスター暮らし（2022年、ルシンダ、男の子[56]）
- ＋αの立ち位置（2022年、枋間識希[57]）
- 恋と呼ぶには青すぎる（2022年、京子[58]）
- 一ノ瀬家の大罪（2023年、中嶋[59]）
- 筋肉除霊（2023年、小石川錫[60]）
- 怪奇空間ゾゾゾゾーン（2024年、清井ハルト）

### 吹き替え

#### 映画
- ファンタスティック・ビーストと黒い魔法使いの誕生（2018年、グリフィンドール女子(1)[61]）
- フィール・ザ・ビート（英語版）（2020年、ケリ〈リディア・ジュエット〉）
- ウエスト・サイド・ストーリー（2022年、プロビ〈アナリース・セペロ〉[62]）
- マーベルズ（2023年、カマラ・カーン / ミズ・マーベル〈イマン・ヴェラーニ〉[63]）
- 白雪姫（2025年[64]）
- スーパーマン（2025年、ホークガール〈イザベラ・メルセード〉[65]）

#### ドラマ
- フラーハウス（2016年、ベス）
- ミズ・マーベル（2022年、カマラ・カーン / ミズ・マーベル〈イマン・ヴェラーニ〉[66]）
- NOLLY ソープオペラの女王（2024年、ポピー・ンゴモ〈べサニー・アントニア〉[67]）

#### アニメ
- ナタ転生（2021年）
- ラウド・ハウス（2021年、ルアン[68]）
- ウォレスとグルミット 仕返しなんてコワくない!（2025年、ムカジェー）

### ラジオ
※はインターネット配信。
- EverdreaM ENDLESS RADIO（「鷲崎健のヨルナイト×ヨルナイト」内：2023年 - 2025年、超!A&G+※・ニコニコ生放送※）
- TVアニメ「ばっどがーる」ワルラジ（2025年、音泉※）

### テレビ番組
※はインターネット配信。
- 早瀬雪未・松岡美里の“もしもゆきみさとがむちゃぶりを受けてもめげずに可愛く頑張った時”（2021年4月23日 - 、ニコニコ動画※）
- 早瀬雪未・松岡美里の“もしかわ”（2021年11月19日 - 、上記第16回放送よりリニューアル、ニコニコ動画※、YouTube※）
- 関根瞳のオトナ研究所＃10（2021年12月10日、ニコニコチャンネル※）
- 全国ハモネプ大リーグ 2024 全国大会（生放送）[69]（2024年3月2日、フジテレビ）
- 愉快なキャラたちがワイプで見守る話 シーズン1 味噌だけで10本いきます（2024年8月23日・8月30日、CBC） - 東山弟役 (project758)

### その他コンテンツ
- サテライツ（2021年、しずく[70]）
- ADATA Japan ゲーミングブランドXPGオリジナルキャラクター（2021年、ゼニア）
- うたごえはミルフィーユ（2022年 - 2024年、近衛玲音[1]）
- アキレス「瞬足」TVCM（2023年、レイ）[71]
- キミとアイドルプリキュア♪ ドリームステージ♪（2025年7月 - 2026年3月予定、咲良うた / キュアアイドル[72]）

## ディスコグラフィ

### キャラクターソング
| 発売日         | 商品名                                                                                  | 歌 | 楽曲 | 備考                                                                                    |
| -------------- | --------------------------------------------------------------------------------------- | --- | --- | --------------------------------------------------------------------------------------- |
| 2021年4月21日  | SHOW BY ROCK!! BEST Vol.4                                                               | ゼロティックホリック | 「ジェネリックヒロイン」 「カクレンボ」 「センチメンタル・バニラ」                                                           | ゲーム『SHOW BY ROCK!! Fes A Live』関連曲                                               |
| 2021年11月18日 | 人生レシピ                                                                              | ゼロティックホリック | 「人生レシピ」 | ゲーム『SHOW BY ROCK!! Fes A Live』関連曲                                               |
| 2023年2月8日   | ウマ娘 プリティーダービー WINNING LIVE 10                                               | タニノギムレット（松岡美里） | 「Destroy for Dasein」 | ゲーム『ウマ娘 プリティーダービー』関連曲                                               |
| 2023年2月8日   | ウマ娘 プリティーダービー WINNING LIVE 10                                               | トウカイテイオー（Machico）、マルゼンスキー（Lynn）、タイキシャトル（大坪由佳）、グラスワンダー（前田玲奈）、メジロライアン（土師亜文）、ナイスネイチャ（前田佳織里）、ダイタクヘリオス（山根綺）、サクラチヨノオー（野口瑠璃子）、ツルマルツヨシ（青山吉能）、ヤマニンゼファー（今泉りおな）、シンボリクリスエス（春川芽生）、タニノギムレット（松岡美里）、ダイイチルビー（礒部花凜）、ケイエスミラクル（佐藤日向） | 「うまぴょい伝説」 | ゲーム『ウマ娘 プリティーダービー』関連曲                                               |
| 2023年3月8日   | SINGING                                                                                 | 手鞠沢高校アカペラ部 | 「SINGING -アカペラアレンジver.-」 「うたごえハイシックス」 「SINGING」                                                      | アカペラプロジェクト『うたごえはミルフィーユ』関連曲                                    |
| 2023年3月29日  | アニメ『うまゆる』アルバム                                                              | ウオッカ（大橋彩香）、ダイワスカーレット（木村千咲）、ツルマルツヨシ（青山吉能）、シンボリクリスエス（春川芽生）、タニノギムレット（松岡美里） | 「ゆるパカHAPPY DAYS!」 | Webアニメ『うまゆる』エンディングテーマ                                                 |
| 2023年3月29日  | アニメ『うまゆる』アルバム                                                              | ウオッカ（大橋彩香）、シンボリルドルフ（田所あずさ）、エアグルーヴ（青木瑠璃子）、アグネスデジタル（鈴木みのり）、タニノギムレット（松岡美里） | 「Bright Melody」 | Webアニメ『うまゆる』エンディングテーマ                                                 |
| 2023年3月29日  | アニメ『うまゆる』アルバム                                                              | スペシャルウィーク（和氣あず未）、サイレンススズカ（高野麻里佳）、トウカイテイオー（Machico）、マルゼンスキー（Lynn）、オグリキャップ（高柳知葉）、ゴールドシップ（上田瞳）、ウオッカ（大橋彩香）、ダイワスカーレット（木村千咲）、グラスワンダー（前田玲奈）、メジロマックイーン（大西沙織）、エルコンドルパサー（髙橋ミナミ）、テイエムオペラオー（徳井青空）、シンボリルドルフ（田所あずさ）、エアグルーヴ（青木瑠璃子）、アグネスデジタル（鈴木みのり）、セイウンスカイ（鬼頭明里）、ファインモーション（橋本ちなみ）、マヤノトップガン（星谷美緒）、ユキノビジン（山本希望）、アグネスタキオン（上坂すみれ）、イナリワン（井上遥乃）、ウイニングチケット（渡部優衣）、エアシャカール（津田美波）、トーセンジョーダン（鈴木絵理）、ナカヤマフェスタ（下地紫野）、ナリタタイシン（渡部恵子）、ハルウララ（首藤志奈）、マチカネフクキタル（新田ひより）、メイショウドトウ（和多田美咲）、キングヘイロー（佐伯伊織）、マチカネタンホイザ（遠野ひかる）、ダイタクヘリオス（山根綺）、ツインターボ（花井美春）、シリウスシンボリ（ファイルーズあい）、ツルマルツヨシ（青山吉能）、シンボリクリスエス（春川芽生）、タニノギムレット（松岡美里）、ハッピーミーク（吉咲みゆ） | 「うまぴょい伝説（Game Size）」                                                                                              | Webアニメ『うまゆる』エンディングテーマ                                                 |
| 2023年3月29日  | ウマ娘 プリティーダービー WINNING LIVE 11                                               | スペシャルウィーク（和氣あず未）、トウカイテイオー（Machico）、テイエムオペラオー（徳井青空）、ナリタブライアン（衣川里佳）、シンボリルドルフ（田所あずさ）、マヤノトップガン（星谷美緒）、マンハッタンカフェ（小倉唯）、アグネスタキオン（上坂すみれ）、アドマイヤベガ（咲々木瞳）、マーベラスサンデー（三宅麻理恵）、ミスターシービー（天海由梨奈）、ツインターボ（花井美春）、サトノダイヤモンド（立花日菜）、キタサンブラック（矢野妃菜喜）、サクラローレル（真野美月）、ナリタトップロード（中村カンナ）、シンボリクリスエス（春川芽生）、タニノギムレット（松岡美里）、メジロラモーヌ（東山奈央）、サトノクラウン（鈴代紗弓）、シュヴァルグラン（夏吉ゆうこ）、ジャングルポケット（藤本侑里） 、カツラギエース（藤原夏海） | 「DRAMATIC JOURNEY」 | ゲーム『ウマ娘 プリティーダービー』関連曲                                               |
| 2023年3月29日  | ウマ娘 プリティーダービー WINNING LIVE 11                                               | トウカイテイオー（Machico）、ウオッカ（大橋彩香）、シンボリルドルフ（田所あずさ）、ツルマルツヨシ（青山吉能）、タニノギムレット（松岡美里） | 「Everlasting BEATS」 | ゲーム『ウマ娘 プリティーダービー』関連曲                                               |
| 2023年3月29日  | ウマ娘 プリティーダービー WINNING LIVE 11                                               | スペシャルウィーク（和氣あず未）、トウカイテイオー（Machico）、ウオッカ（大橋彩香）、テイエムオペラオー（徳井青空）、ナリタブライアン（衣川里佳）、シンボリルドルフ（田所あずさ）、マヤノトップガン（星谷美緒）、マンハッタンカフェ（小倉唯）、アグネスタキオン（上坂すみれ）、アドマイヤベガ（咲々木瞳）、マーベラスサンデー （三宅麻理恵）、ミスターシービー（天海由梨奈）、ツインターボ（花井美春）、サトノダイヤモンド（立花日菜）、キタサンブラック（矢野妃菜喜）、ツルマルツヨシ（青山吉能）、サクラローレル（真野美月）、ナリタトップロード（中村カンナ）、シンボリクリスエス（春川芽生）、タニノギムレット（松岡美里）、メジロラモーヌ（東山奈央）、サトノクラウン（鈴代紗弓）、シュヴァルグラン（夏吉ゆうこ）、ジャングルポケット（藤本侑里）、カツラギエース（藤原夏海） | 「うまぴょい伝説」 | ゲーム『ウマ娘 プリティーダービー』関連曲                                               |
| 2023年3月31日  | MVP                                                                                     | ゼロティックホリック | 「MVP」 | 『SHOW BY ROCK!!』関連曲                                                                |
| 2023年9月16日  | ウマ娘 プリティーダービー Solo Vocal Tracks Vol.7 5th EVENT ARENA TOUR GO BEYOND -GAZE- | タニノギムレット（松岡美里） | 「Everlasting BEATS（Game Size）」                                                                                           | ゲーム『ウマ娘 プリティーダービー』関連曲                                               |
| 2023年11月22日 | POPPIN' TIME                                                                            | 手鞠沢高校アカペラ部 | 「POPPIN' TIME」 「飾りじゃないのよ涙は -アカペラアレンジver.-」                                                             | アカペラプロジェクト『うたごえはミルフィーユ』関連曲                                    |
| 2024年4月3日   | TREASURE                                                                                | 手鞠沢高校アカペラ部 | 「TREASURE」 「透明人間 -アカペラアレンジver.-」                                                                             | アカペラプロジェクト『うたごえはミルフィーユ』関連曲                                    |
| 2024年9月18日  | MY WAY                                                                                  | 手鞠沢高校アカペラ部 | 「MY WAY」 「アイドル -アカペラアレンジver.-」                                                                               | アカペラプロジェクト『うたごえはミルフィーユ』関連曲                                    |
| 2024年12月11日 | ウマ娘 プリティーダービー WINNING LIVE 23                                               | ビワハヤヒデ（近藤唯）、エアシャカール（津田美波）、ナリタタイシン（渡部恵子）、シンボリクリスエス（春川芽生）、タニノギムレット（松岡美里）、ST-2（シュガーライツ）（石川由依） | 「O - ロライズ」 | ゲーム『ウマ娘 プリティーダービー』関連曲                                               |
| 2024年12月11日 | ウマ娘 プリティーダービー WINNING LIVE 23                                               | ビワハヤヒデ（近藤唯）、エアシャカール（津田美波）、ナリタタイシン（渡部恵子）、フリオーソ（西連寺亜希）、トランセンド（塚田悠衣）、エスポワールシチー（亜咲花）、シンボリクリスエス（春川芽生）、タニノギムレット（松岡美里） | 「うまぴょい伝説」 | ゲーム『ウマ娘 プリティーダービー』関連曲                                               |
| 2025年1月19日  | ブルーアーカイブ 絆ダイアローグ Vol.9 「カンナ」                                        | カンナ（松岡美里） | 「夜明けのコーヒーの香り」                                                                                                   | ゲーム『ブルーアーカイブ -Blue Archive-』関連曲                                         |
| 2025年1月22日  | STARLIGHT                                                                               | 手鞠沢高校アカペラ部 | 「STARLIGHT」 「プラチナ -アカペラアレンジver.-」                                                                            | アカペラプロジェクト『うたごえはミルフィーユ』関連曲                                    |
| 2025年2月26日  | キミとアイドルプリキュア♪デビューシングル                                               | キュアアイドル（松岡美里） | 「笑顔のユニゾン♪」 | テレビアニメ『キミとアイドルプリキュア♪』挿入歌                                         |
| 2025年3月26日  | キミとアイドルプリキュア♪ Light Up!/Trio Dreams                                         | キュアアイドル（松岡美里）、キュアウインク（髙橋ミナミ）、キュアキュンキュン（高森奈津美） | 「Trio Dreams」 | テレビアニメ『キミとアイドルプリキュア♪』エンディングテーマ                             |
| 2025年4月23日  | うたごえハイシックス/STAY GOLD                                                          | 手鞠沢高校アカペラ部 | 「うたごえハイシックス -アカペラアレンジver.-」                                                                              | アカペラプロジェクト『うたごえはミルフィーユ』関連曲                                    |
| 2025年7月23日  | 思い出話                                                                                | 手鞠沢高校アカペラ部 | 「思い出話」 | テレビアニメ『うたごえはミルフィーユ』主題歌                                            |
| 2025年7月23日  | 思い出話                                                                                | 手鞠沢高校アカペラ部 | 「ガーネット -アカペラアレンジver.-」 「夢見る 15歳 -アカペラアレンジver.-」 「世界は恋に落ちている -アカペラアレンジver.-」 | テレビアニメ『うたごえはミルフィーユ』関連曲                                            |
| 2025年7月23日  | 『キミとアイドルプリキュア♪』ボーカルアルバム〜We are！You ＆ IDOL PRECURE♪〜           | 咲良うた（松岡美里） | 「エブリデイ♪UTA-OH!!」 | テレビアニメ『キミとアイドルプリキュア♪』関連曲                                         |
| 2025年7月23日  | 『キミとアイドルプリキュア♪』ボーカルアルバム〜We are！You ＆ IDOL PRECURE♪〜           | キュアアイドル（松岡美里）、キュアウインク（髙橋ミナミ）、キュアキュンキュン（高森奈津美）、キュアズキューン（南條愛乃）、キュアキッス（花井美春） | 「We are!You & IDOL PRECURE♪」                                                                                               | テレビアニメ『キミとアイドルプリキュア♪』関連曲                                         |
| 2025年7月23日  | 『キミとアイドルプリキュア♪』ボーカルアルバム〜We are！You ＆ IDOL PRECURE♪〜           | キュアアイドル（松岡美里）、キュアウインク（髙橋ミナミ）、キュアキュンキュン（高森奈津美）、キュアズキューン（南條愛乃）、キュアキッス（花井美春） | 「GARDEN」 | テレビアニメ『キミとアイドルプリキュア♪』挿入歌                                         |
| 2025年8月27日  | 『キミとアイドルプリキュア♪』後期主題歌シングル                                         | キュアアイドル（松岡美里）、キュアウインク（髙橋ミナミ）、キュアキュンキュン（高森奈津美）、キュアズキューン（南條愛乃）、キュアキッス（花井美春） | 「キミとルララ」 | テレビアニメ『キミとアイドルプリキュア♪』後期エンディングテーマ                         |
| 2025年9月10日  | 『映画キミとアイドルプリキュア♪ お待たせ！キミに届けるキラッキライブ！』ソングアルバム  | キュアアイドル（松岡美里）、キュアウインク（髙橋ミナミ）、キュアキュンキュン（高森奈津美）、キュアズキューン（南條愛乃）、キュアキッス（花井美春） | 「♪HiBiKi Au Uta♪」 | 劇場アニメ『映画 キミとアイドルプリキュア♪ お待たせ!キミに届けるキラッキライブ!』主題歌 |
| 2025年9月10日  | 『映画キミとアイドルプリキュア♪ お待たせ！キミに届けるキラッキライブ！』ソングアルバム  | 咲良うた（松岡美里） | 「♪HiBiKi Au Uta♪ 〜Solo Arrange Ver.〜」                                                                                    | 劇場アニメ『映画 キミとアイドルプリキュア♪ お待たせ!キミに届けるキラッキライブ!』主題歌 |
| 2025年9月10日  | 『映画キミとアイドルプリキュア♪ お待たせ！キミに届けるキラッキライブ！』ソングアルバム  | キュアアイドル（松岡美里）、キュアウインク（髙橋ミナミ）、キュアキュンキュン（高森奈津美）、キュアズキューン（南條愛乃）、キュアキッス（花井美春） | 「キミとアイドルプリキュア♪ Light Up! ReMix for You and Idol Precure♪」                                                      | 劇場アニメ『映画 キミとアイドルプリキュア♪ お待たせ!キミに届けるキラッキライブ!』主題歌 |
| 2025年9月24日  | KING OF EVIL                                                                            | 天狼群 | 「ツッパリHigh School Rock'n Roll (登校編)」 「彼女の“Modern…”」 「GO! GO! MANIAC」 「KING OF EVIL」                         | テレビアニメ『ばっどがーる』関連曲                                                      |
| 2025年9月24日  | KING OF EVIL                                                                            | 天狼群 | 「すーぱーびっぐらぶ！」 | テレビアニメ『ばっどがーる』オープニングテーマ                                          |
| 2025年9月24日  | KING OF EVIL                                                                            | 天狼群 | 「BAD SURPRISE」 | テレビアニメ『ばっどがーる』エンディングテーマ                                          |
| 2025年9月24日  | KING OF EVIL                                                                            | 涼風涼（松岡美里） | 「きみのとなり」 | テレビアニメ『ばっどがーる』関連曲                                                      |

### その他参加作品
| 発売日         | 商品名                    | 歌                                               | 楽曲       | 備考                               |
| -------------- | ------------------------- | ------------------------------------------------ | ---------- | ---------------------------------- |
| 2023年11月22日 | CrosSing Collection vol.3 | 夏吉ゆうこ、松岡美里 from うたごえはミルフィーユ | 「新時代」 | 『CrosSing - Music＆Voice-』関連曲 |